# Wumbvu
Ne doit pas être confondu avec Wumvu ou Humbu.
Le wumbvu ou wumvu est une langue bantoue parlée par les Wumvu et Wumbu au Gabon.